# Country Club (Florida)
Country Club ist ein census-designated place (CDP) im Miami-Dade County im US-Bundesstaat Florida. Das U.S. Census Bureau hat bei der Volkszählung 2020 eine Einwohnerzahl von 49.967 ermittelt.

## Geographie
Country Club liegt rund 20 km nördlich von Miami und grenzt an die Städte Miramar (Broward), Miami Gardens und Miami Lakes sowie an den CDP Palm Springs North.

## Demographische Daten
Laut der Volkszählung 2010 verteilten sich die damaligen 47.105 Einwohner auf 17.754 Haushalte. Die Bevölkerungsdichte lag bei 4205,8 Einw./km². 77,4 % der Bevölkerung bezeichneten sich als Weiße, 13,3 % als Afroamerikaner, 0,1 % als Indianer und 1,9 % als Asian Americans. 4,9 % gaben die Angehörigkeit zu einer anderen Ethnie und 2,4 % zu mehreren Ethnien an. 78,8 % der Bevölkerung bestand aus Hispanics oder Latinos.
Im Jahr 2010 lebten in 45,3 % aller Haushalte Kinder unter 18 Jahren sowie 18,8 % aller Haushalte Personen mit mindestens 65 Jahren. 76,9 % der Haushalte waren Familienhaushalte (bestehend aus verheirateten Paaren mit oder ohne Nachkommen bzw. einem Elternteil mit Nachkomme). Die durchschnittliche Größe eines Haushalts lag bei 2,90 Personen und die durchschnittliche Familiengröße bei 3,23 Personen.
27,8 % der Bevölkerung waren jünger als 20 Jahre, 32,9 % waren 20 bis 39 Jahre alt, 26,7 % waren 40 bis 59 Jahre alt und 12,6 % waren mindestens 60 Jahre alt. Das mittlere Alter betrug 34 Jahre. 46,4 % der Bevölkerung waren männlich und 53,6 % weiblich.
Das durchschnittliche Jahreseinkommen lag bei 49.764 $, dabei lebten 15,5 % der Bevölkerung unter der Armutsgrenze.
Im Jahr 2000 war Englisch die Muttersprache von 30,74 % der Bevölkerung, spanisch sprachen 64,02 % und 5,24 % hatten eine andere Muttersprache.

## Verkehr
Der CDP wird von den Florida State Roads 823, 826 (Palmetto Expressway) und 860 durchquert bzw. tangiert. Die nächsten Flughäfen sind der Opa-locka Executive Airport (national, 2 km entfernt) und der Miami International Airport (18 km).